# Drigstrup Sogn

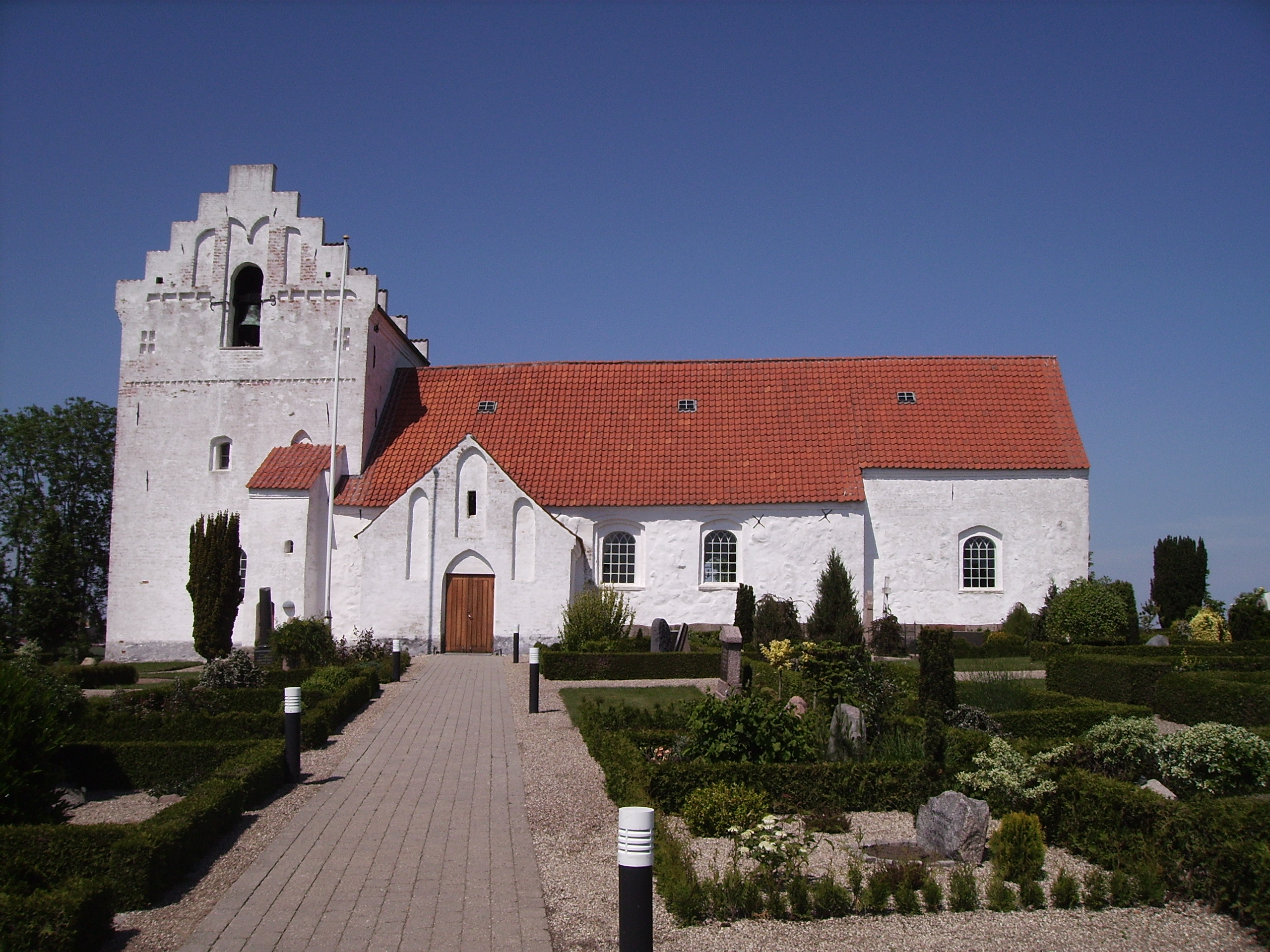
Drigstrup Kirke

Drigstrup Sogn ist eine ehemalige Kirchspielsgemeinde (dän.: Sogn)
auf der Halbinsel Hindsholm im äußersten Nordosten der Insel Fyn (dt.: Fünen)
im südlichen Dänemark. Zum 1. Dezember 2013 wurde sie mit dem östlich benachbarten Kerteminde Sogn zum Kerteminde-Drigstrup Sogn zusammengelegt. Dies bezieht sich nur auf die kirchlichen Belange. In ihrer Eigenschaft als Matrikelsogne, also als Grundbuchbezirke der Katasterbehörde Geodatastyrelsen, wirken sich seit Abschaffung der Hardenstruktur 1970 solche Änderungen nicht mehr aus. Bis 1970 gehörten beide zur Harde Bjerge Herred im damaligen Odense Amt, danach zur Kerteminde Kommune im
Fyns Amt, die im Zuge der  Kommunalreform zum 1. Januar 2007 in der
„neuen“
Kerteminde Kommune in der Region Syddanmark aufgegangen ist.
Am 1. Januar 2013 lebten im Kirchspiel 2017 Einwohner. Im Kirchspiel lag die Kirche „Drigstrup Kirke“.
Nachbargemeinden waren im Norden Mesinge Sogn, im Osten Kerteminde Sogn und im Westen Munkebo Sogn.